# National Tropical Botanical Garden

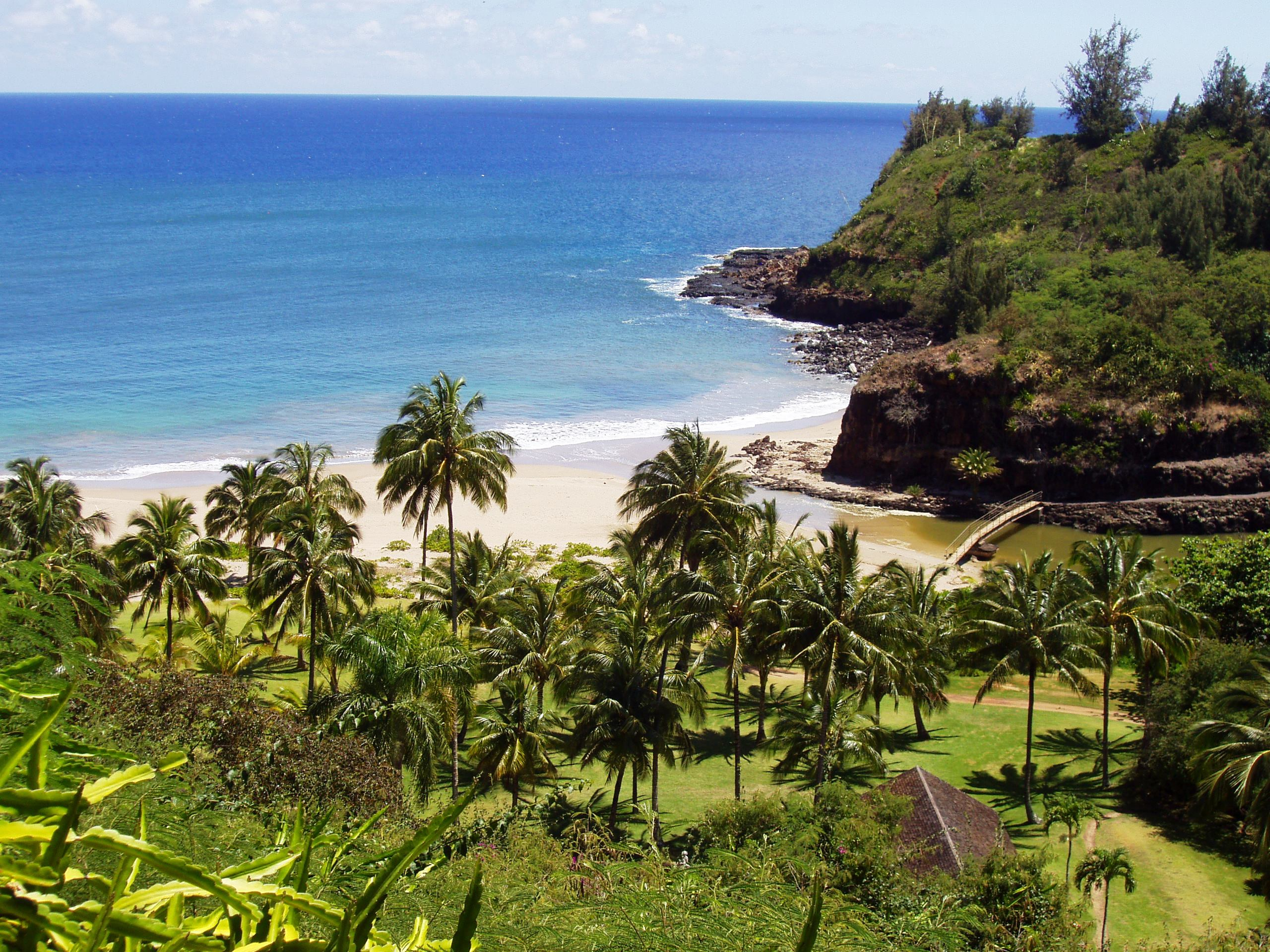
Allerton Garden en la isla Kauaʻi

El National Tropical Botanical Garden en español: Jardín Botánico Tropical Nacional es un grupo de financiación privada de jardines botánicos que se rigen en su funcionamiento, bajo la carta promulgada desde el congreso de Estados Unidos. La organización mantiene cuatro jardines y tres cotos en Hawái y uno en la Florida, que alcanzan unos 6.5 km² (1600 acres) de extensión total.
El National Tropical Botanical Garden primero fue regulado en 1964 bajo la ley pública 88-449, que formó el Pacific Tropical Botanical Garden. En 1988, el congreso puso al día el nombre con el reconocimiento adicional del jardín ubicado en la Florida meridional. Bajo su carta, el National Tropical Botanical Garden  administra jardines de una belleza extraordinaria y de gran significación histórica, de investigación científica avanzada, educación pública, y de conservación de las plantas. Los sitios actuales del National Tropical Botanical Garden son:
- Allerton Garden (también conocidos como Lawai-kai) - Kauai, Hawái

- Limahuli Garden and Preserve - Kauai, Hawái

- Kahanu Garden - Maui, Hawái

- The Kampong - Coconut Grove, Florida

- McBryde Garden - Kauai, Hawái

A través de su historia, el personal del National Tropical Botanical Garden ha hecho contribuciones importantes a la conservación. Han hecho más de 1.200 viajes de exploración y colecta de plantas por las islas pacíficas, descubriendo más de 30 nuevas especies; han puesto en práctica técnicas pioneras de  propagación para más del 45% de la flora de Hawái, incluyendo 248 especies raras y especies en peligro de extinción; y han establecido la colección más extensa del mundo de plantas de frutos para la alimentación.
- Datos: Q2455793
- Multimedia: National Tropical Botanical Garden, Kauai, Hawaii / Q2455793